# Небо почекає
«Небо почекає» (фр. Le ciel attendra) — французький фільм-драма 2016 року, поставлений режисеркою Марі-Кастіль Менсьон-Шаар.

## Сюжет
17-річня Соня залишила родину, щоби долучитися до джихаду, бо була впевнена, що це був єдиний спосіб для неї і її сім'ї потрапити на небеса. Зрештою вона повернулася до здорового глузду…
16-річна Мелані живе зі своєю матір'ю, любить школу та своїх друзів, грає на віолончелі та хоче змінити світ. В інтернеті з нею зв'язується анонім під романтичним ніком «Борець за свободу» і, промивши дівчині мізки пропагандистськими відеороликами і освідченнями в коханні, без зусиль примушує її надіти присланий поштою хіджаб, а потім і взагалі переконує вирушити до Сирії, щоб стати смертницею…

## У ролях
| Ноемі Мерлан   | ···· | Соня Бузарья        |
| Наомі Амаржі   | ···· | Мелані Тейну        |
| Сандрін Боннер | ···· | Катрін Бузарья      |
| Клотильда Куро | ···· | Сільві              |
| Зінедін Суалем | ···· | Самір Бузарья       |
| Іван Атталь    | ···· | Іван, батько Мелані |
| Аріана Аскарід | ···· | суддя               |

## Знімальна група
- Автор сценарію — Емілі Фреш, Марі-Кастіль Менсьон-Шаар
- Режисер-постановник — Марі-Кастіль Менсьон-Шаар
- Продюсер — Марі-Кастіль Менсьон-Шаар
- Виконавчий продюсер — Філіп Сааль
- Оператор — Міріам Вінокур
- Монтаж — Бенуа Кінон
- Підбір акторів — Крістоф Істі, Марі-Франс Мішель
- Художник-постановник — Валері Фейно
- Художник по костюмах — Вірджинія Альба

## Нагороди та номінації
| Список нагород та номінацій | Список нагород та номінацій | Список нагород та номінацій | Список нагород та номінацій           | Список нагород та номінацій | Список нагород та номінацій |
| Кінопремія                  | Дата церемонії              | Категорія                   | Номінант(и)                           | Результат                   | Дж                          |
| --------------------------- | --------------------------- | --------------------------- | ------------------------------------- | --------------------------- | --------------------------- |
| «Люм'єр»                    | 30 січня 2017               | Найкращий сценарій          | Емілі Фреш, Марі-Кастіль Менсьон-Шаар | Номінація                   | [ 3 ]                       |
| «Люм'єр»                    | 30 січня 2017               | Найкраща молода акторка     | Наомі Амаржі                          | Номінація                   | [ 3 ]                       |
| «Люм'єр»                    | 30 січня 2017               | Найкраща молода акторка     | Ноемі Мерлан                          | Номінація                   | [ 3 ]                       |
| «Сезар»                     | 24 лютого 2017              | Найперспективніша акторка   | Ноемі Мерлан                          | Номінація                   | [ 4 ] [ 5 ]                 |